# Рубцов, Леонид Иванович
Леони́д Ива́нович Рубцо́в (23 марта 1902, село Середа, Костромская губерния — 3 апреля 1980, Киев) —  советский учёный, ландшафтный архитектор, доктор биологических наук, профессор.

## Биография
Леонид Иванович Рубцов родился в 1902 года в селе Середа Нерехтского уезда Костромской губернии (ныне — город Фурманов Ивановской области) в многодетной семье  Ивана Дмитриевича Рубцова.
В 1930 году окончил Лесотехническую академию в Ленинграде. Работал в Сухумском отделении Института прикладной ботаники. В период с 1932 по 1935 год Рубцов — старший научный сотрудник Всесоюзного института влажных субтропиков, заведующий субтропическим арборетумом. С 1935 года работал старшим научным сотрудником ВИР и заведовал секцией древесно-технических и декоративных пород. В 1937 года был приглашен в Лесотехническую академию для чтения курса «Ландшафтное садоводство».
Переехал работать в Киев в 1954 год. Вплоть до своей смерти был главным ландшафтным архитектором Киевского ботанического сада. Является одним их основателей Сада сирени, ландшафтным архитектором Каменной горки.
Скончался в 1980 году в Киеве.
Брат геоботаника Николая Ивановича Рубцова.

## Дети
Леонид — художник, Елена — специалист по розам, Михаил Юрьевич Корнилов (приемный, 1938 — 2019) — химик-органик, заведующий кафедрой химического факультета КГУ.

## Галерея

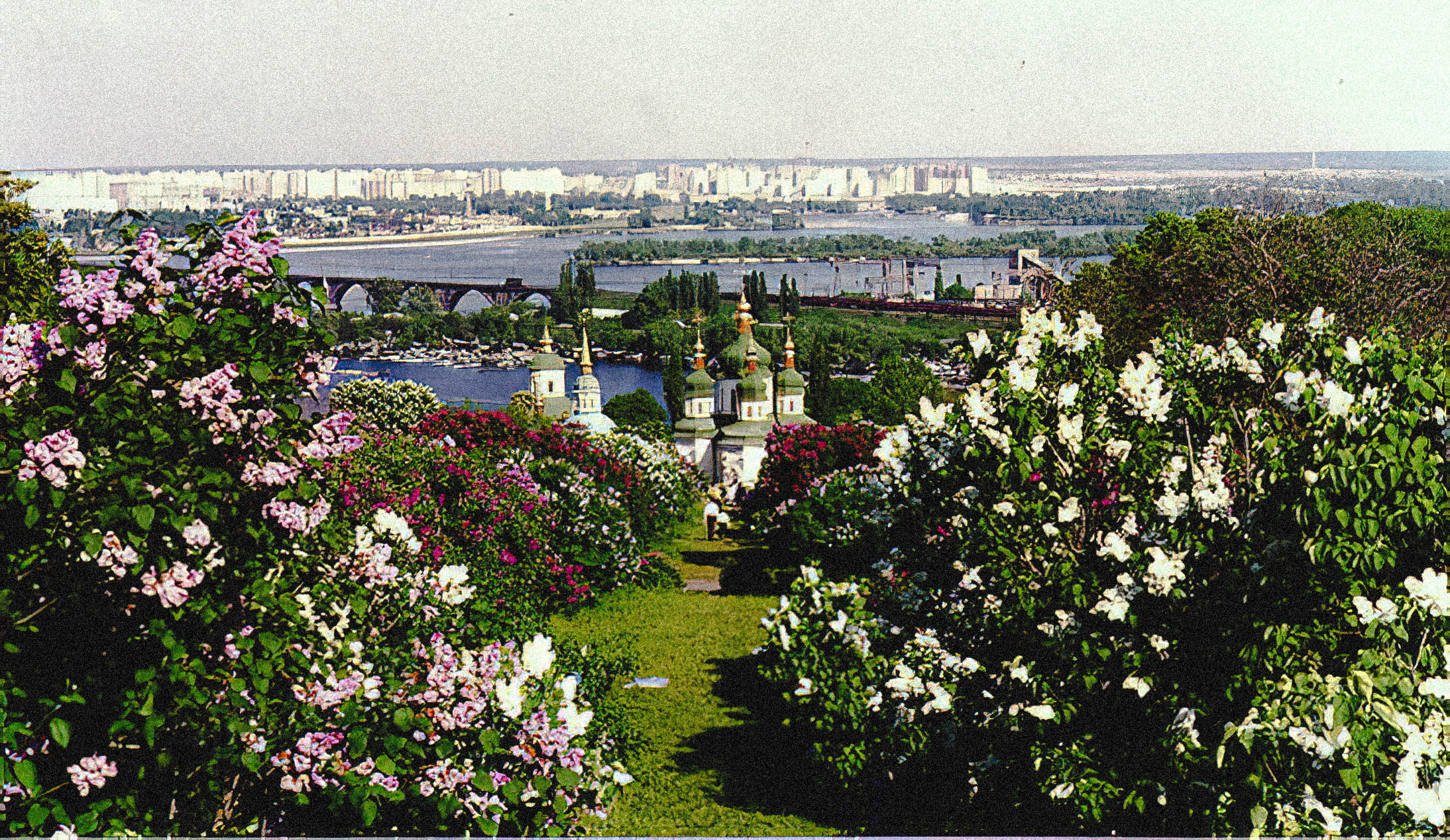
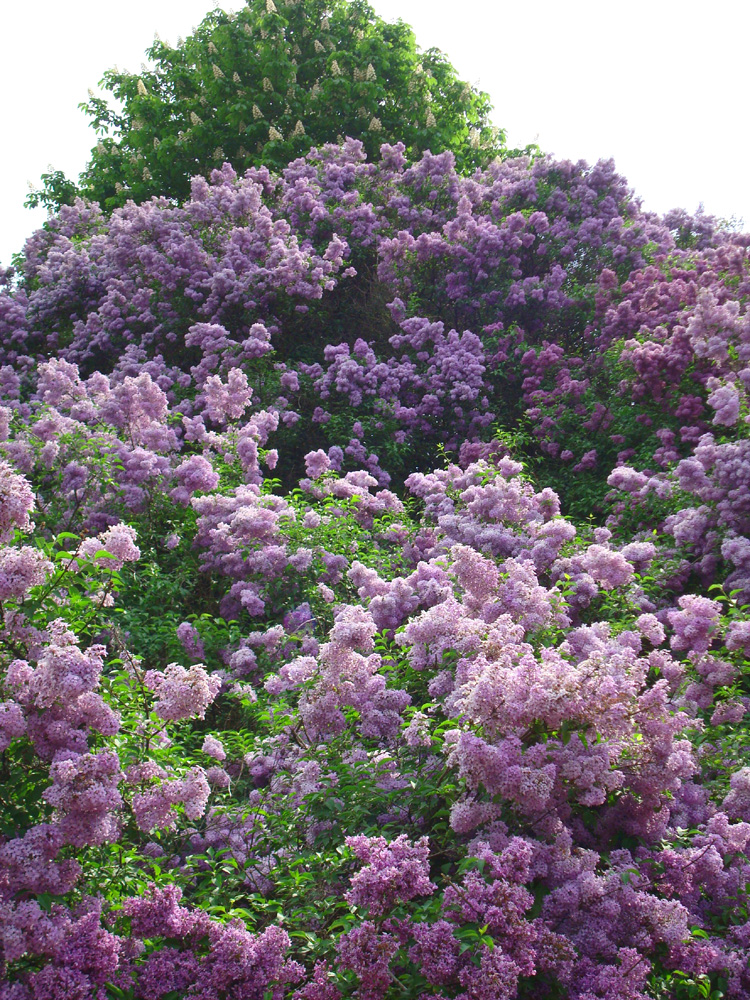
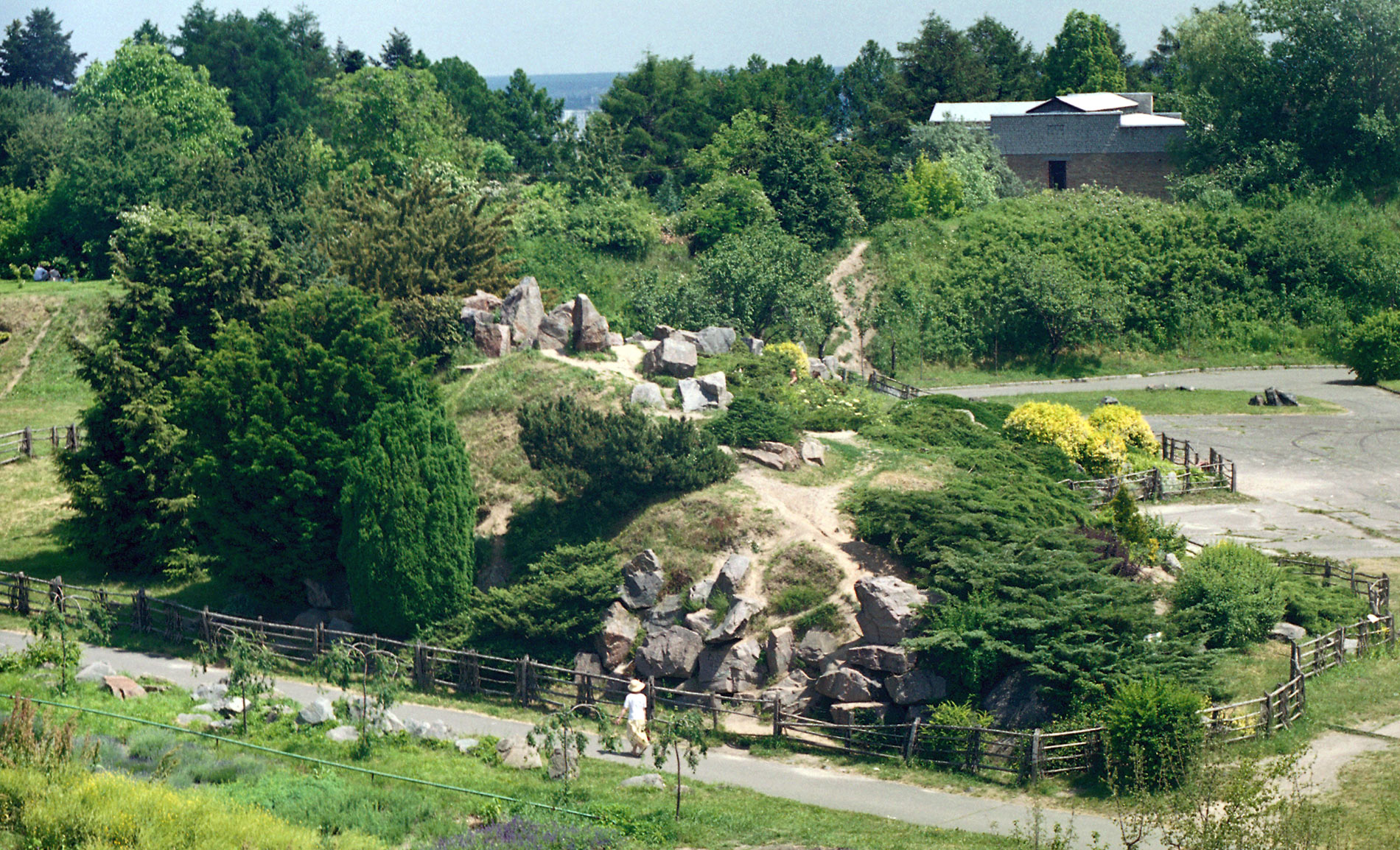
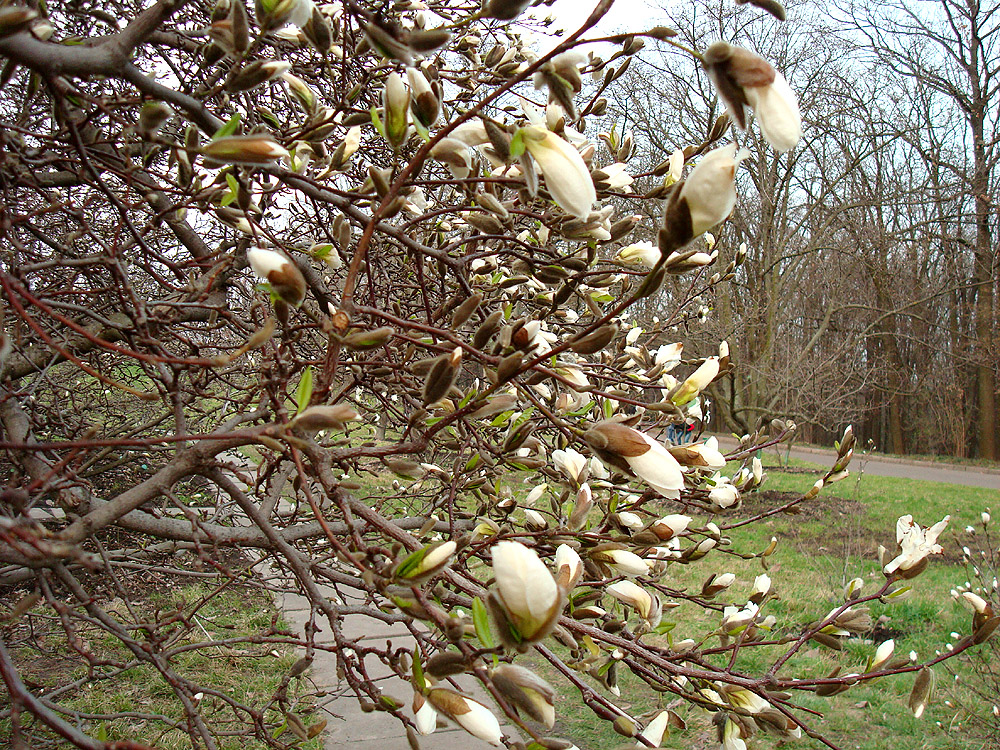

## Публикации
- Рубцов Л. И. Садово-парковый ландшафт / Л. И. Рубцов. — Киев: Изд-во АН УССР, 1956. — 211 с.
- Рубцов Л. И. Проектирование садов и парков / Л. И. Рубцов. — М.: Стройиздат, 1979. — 188 с.
- Ландшафтная архитектура, дизайн – искусство. Дата обращения: 11 июня 2012. Архивировано из оригинала 28 июня 2012 года.
- Рослини у ландшафтній архітектурі. — Киев: Вид-во Академії архітектури УРСР, 1949. — 136 с.
- Ландшафтна композиція та рослинність Тростянецького дендропарку // Труды Ботан. саду АН УРСР. — Киев: Вид-во АН УРСР, 1949. — Т. 1. — С. 66-77.
- Красивоцветущие кустарники для зелёного строительства УССР. — Киев: Изд-во АН УССР, 1952. — 72 с.
- Долговечность деревьев и кустарников. — Киев: Изд-во АН УССР, 1953. — 56 с.
- Биологические основы создания садово-паркового ландшафта: Автореф. дис. … д-ра биол. наук. — Л., 1954. — 27 с.
- Садово-парковый ландшафт. — Киев: Изд-во АН УССР, 1956. — 211 с.
- Сад сирени. — Киев: Изд-во АН УССР, 1961. — 75 с. (соавторы В. Г. Жоголева, Н. А. Ляпунова).
- Дендрарий ботанического сада Академии наук Украинской ССР // Бюллетень ГБС. — 1960. — Вып. 38. — С. 3-8.
- Справочник по зелёному строительству. — 2-е изд. — Киев: Будівельник, 1971. — 311 с. (соавтор А. А. Лаптев). * Деревья и кустарники в ландшафтной архитектуре: Справочник. — Киев: Наукова думка, 1977. — 271 с.
- Проектирование садов и парков. — 3-е изд. — М.: Стройиздат, 1979. — 184 с.
- Виды и сорта сирени, культивируемые в СССР. Каталог-справочник. — Киев: Наукова думка, 1980. — 126 с. (соавторы Н. Л. Михайлов, В. Г. Жоголева).
- Деревья и кустарники: Голосеменные. Справочник. — Киев: Наукова думка, 1971. — 155 с.
- Деревья и кустарники: Покрытосеменные. Справочник. — Киев: Наукова думка, 1974. — 590 с.